# 米奇·梅隆
米高·若瑟·"米奇"·梅隆（英語：  Michael Joseph "Micky" Mellon，1972年3月18日—）是一名蘇格蘭前足球員，司職中場，出身布里斯托城，退役後擔任足球管理工作，是費列活特歷來首名全職領隊，並成功帶領球隊首次晉身英格蘭足球聯賽，現時執教英格蘭足球全國聯賽球會奥尔德姆。

## 生平

### 球員
1989年時年僅17歲的梅隆在布里斯托城開展足球事業，效力4年後以7萬5千英鎊轉投西布朗。翌年以5萬英鎊投效黑池，逐漸奠定正選席位，並獲選球會1995/96年度最佳球員。
1997年梅隆以30萬英鎊加盟第二級的甲組球會燦美爾，留效兩年後，再以35萬英鎊轉投般尼，協助球會成功升班甲組。2001年3月以借用身份重投燦美爾，季後以自由身加盟，直到2004年球季結束後被棄用。梅隆轉戰低組別球隊，於2006年在蘭卡斯特城宣佈退役。

### 教練及領隊
退役後梅隆獲蘭卡斯特城聘用為助理領隊，但為時不久便因球會財務問題而離隊。梅隆返回前東家般尼擔任青年隊教練，主要負責U15和U16的訓練工作。
議北聯球會費列活特於2008年邀請梅隆以兼職形式擔任領隊，2009年1月改任全職領隊，是球會歷來第一人。翌季帶領球隊成功透過附加賽升班全國聯。緊接的球季費列活特全面職業化，並取得第五位參加附加賽的資格，但於準決賽負於AFC温布頓。翌季費列活特經歷29場不敗走勢，提早兩輪宣佈封王及鎖定首次升班英格蘭足球聯賽資格，最終取得103分贏得錦標。升班季初費列活特成績一度排於第三位，但在2012年12月1日，於球隊在英格蘭足總盃被艾迪索特淘汰造出三連敗後，梅隆被辭退，據報下台的主因是梅隆曾申請黑池和般尼的領隊空缺，而不再獲主席安迪·皮利（Andy Pilley）的信任。
2012年12月，梅隆獲英冠球會班士利邀請擔任看守領隊大卫·费列哥夫（David Flitcroft）的副手。2013年5月10日，成功護級後，任期到球季結束的大卫·费列哥夫獲延長合約，簽署滾動合約，而梅隆和馬田·史葛（Martin Scott）亦同意繼續留隊。但大卫·费列哥夫於翌季季初便因成績不振而被撤換，回巢的丹尼·威爾遜（Danny Wilson）亦未能阻止跌勢，於2014年3月19日辭退梅隆希望更換副手挽回敗局。
2014年5月12日，剛降班英乙的球會梳士貝利聘請梅隆執掌球隊，而前任領隊迈克尔·杰克逊（Michael "Mike" Jackson）亦留隊協助。 2015年4月25日，作客1-0擊敗車頓咸，提前一輪鎖定升班資格，帶領球隊重返英甲。

## 榮譽

### 領隊
費列活特
- 英格蘭足球議會北部聯賽附加賽冠軍：2009/10年（升班全國聯）；
- 英格蘭足球議會全國聯賽冠軍：2011/12年（直接升班英乙）；

梳士貝利
- 英格蘭足球乙級聯賽亞軍：2014/15年（直接升班英甲）[6]；

## 外部連結
- 足球数据库：米奇·梅隆的球员统计数据
- 足球資料庫：米奇·梅隆的領隊統計數據
- An article by Mellon in The Guardian, 6 January 2012 （页面存档备份，存于）